# Gregor Fuchs
Gregor Fuchs OSB, fälschlicherweise oft auch Georg Fuchs (* 20. Oktober 1821 in Klöch, Kaisertum Österreich als Josef Fuchs; † 24. Februar 1878 in Leoben, Österreich-Ungarn), war ein österreichischer Geistlicher, Historiker und Gymnasiallehrer und -direktor.

## Leben
Gregor Fuchs wurde am 20. Oktober 1821 als Sohn des Berglers Georg Fuchs, auch Röhrlmüller genannt, und dessen Ehefrau Maria (geborene Krankenöhrl; verwitwete Hirtl) in Klöch, nahe der Stadt Radkersburg, geboren und auf den Namen Josef getauft. Seine Eltern hatten am 24. Dezember 1820 in Klöch geheiratet, und der Vater hatte anschließend den Röhrlmüllerhof übernommen, der dem verstorbenen ersten Ehemann seiner Frau gehört hatte. Seine Großeltern väterlicherseits waren Johann Fuchs, genannt Bockschuster, Bergler in Puchberg, und dessen Ehefrau Maria (geborene Wolf). Die Großeltern mütterlicherseits waren Georg Krankenöhrl, Bergler in Oberlaasen (Pfarre Straden), und dessen Ehefrau Elisabeth (geborene Waldstorf).
Am 23. August 1846 legte Fuchs, der den Ordensnamen Gregor angenommen hatte, in Admont seine Profess ab und wurde zum Priester geweiht. In weiterer Folge war er zwischen 1846 und 1851 als Lehrer der Sängerknaben im Stift Admont tätig und half einen Teil des Jahres 1849 in der Seelsorge aus. Danach führte er seine Lehrtätigkeit in Admont, wo er zugleich auch Präfekt wurde, weiter fort und kam 1851 in gleicher Funktion ans Konvikt nach Judenburg. Von 1851 bis 1853 wirkte er als Präfekt am Gymnasium und Konvikt von Judenburg. In ebendieser Schule war er danach zwischen 1853 und 1857 als Religionsprofessor tätig und hatte zudem von 1853 bis 1855 die Position des Direktors des Judenburger Konviktes inne. Danach kehrte der Kapitular nach Admont zurück, war dort ab 1857 wieder Lehrer der Sängerknaben, deren Präfekt er zwei Jahre später erneut wurde. Beide Positionen hatte er bis 1862 inne, als er zum Kanzleidirektor und Kellermeister aufstieg und diese Positionen bis 1866 bekleidete. Zum Zeitpunkt der Ernennung hatte Fuchs noch kurzzeitig den Religionsunterricht der zu dieser Zeit 52 Schüler umfassenden Sängerknaben über. Parallel zu seiner Tätigkeit als Kanzleidirektor und Kellermeister war er vom 4. Oktober 1863 bis ins Jahr 1866 als Prior des Stiftes Admont tätig und emeritierte in dieser Funktion.
Im Anschluss legte er freiwillig die auszeichnenden Würden, die er im Stift bekleidet hatte nieder, und wirkte von 1866 bis 1875 Religionsprofessor und Direktor des Realgymnasiums in Leoben. Nach anfänglichen Unstimmigkeiten, welche Unterrichtsfächer Fuchs neben seiner Tätigkeit als Direktor unterrichten dürfe, wurde er im Juni 1867 endgültig als Direktor des Leobener Realgymnasiums bestätigt. Für die Weltausstellung 1873 in Wien reichte Fuchs 1872 Schülerarbeiten (Modellierungen und Zeichnungen) ein. Als das Realgymnasium im Jahr 1875 um eine Oberrealschule ergänzt wurde, übernahm Fuchs in dieser die Position eines Religionslehrers. Fuchs, der als angesehener Schulmann galt und 1858 an der Universität Jena zum Dr. phil. promoviert hatte, wurde von der Diözese Graz-Seckau im Jahr 1869 zum Geistlichen Rat ernannt und war Mitglied mehrerer wissenschaftlicher Vereine. Außerdem war er Mitglied des Bezirksschulrates, Ehrenmitglied des Leobener Veteranenvereines sowie Mitglied mehrerer humanitärer und gemeinnütziger Vereine. So gehörte er außerdem, je nach Zuständigkeit, verschiedenen Filialen der Kaiserlich-Königlichen Steiermärkischen Landwirthschafts-Gesellschaft an. Bereits während seiner Zeit in Judenburg hielt er Vorträge für den erst kurz zuvor gegründeten Historischen Verein für Steiermark, dem er ab der 26. Jahresversammlung im Jahr 1874 als Bezirkskorrespondent angehörte.
Als Historiker brachte er zahlreiche Schriften und Beiträge heraus. So veröffentlichte er eine Vielzahl seiner Arbeiten in Der Aufmerksame, aber beispielsweise auch in den Mittheilungen des Historischen Vereines für Steiermark, brachte nebenbei jedoch ebenso eigene Publikationen wie über A. Leykams Erben die nebst Anhang 52 Seiten umfassende Kurzgefaßte Geschichte des Benediktinerstiftes Admont heraus. Das Buch erschien bereits im Folgejahr in 2. Auflage. Bei der Österreichischen Akademie der Wissenschaften legte er 1867 eine kulturhistorische Studie über „Heinrich II., Abt zu Admont, und seine Zeit“ vor. Dieses 158 Seiten umfassende Werk erschien Mitte Oktober 1868 in den österreichischen Buchhandlungen.
Am 24. Februar 1878 gegen 12 Uhr mittags starb Fuchs im Alter von 56 Jahren an den Folgen eines Schlaganfalls, den er am Morgen dieses Tages erlitten hatte, im Haus mit der Konskriptionsnummer 24 in der Nähe des Leobener Hauptplatzes. Zwei Tage nach seinem Tod wurde Fuchs, nach Einsegnung des Leichnams in der Jakobikirche, am hiesigen Friedhof beerdigt. Beim Trauerzug war unter anderem auch Zeno Müller, der damalige Abt von Admont, zugegen. Anlässlich des 70-jährigen Bestehens der Leobener Mittelschule 1932 wurde an Fuchs noch einmal mit einer Kranzniederlegung am Grab auf dem Friedhof der Jakobikirche feierlich gedacht.

## Werke (Auswahl)
- 1855: Die Errichtung der Silbergruben in Zeiring, In: Der Aufmerksame
- 1855: Geschichte des Gymnasiums zu Judenburg, In: Der Aufmerksame
- 1856: Geschichte des Benediktinerordens, In: Der Aufmerksame
- 1856: Der Dom von Seckau, In: Der Aufmerksame
- 1858: Geschichte des Bistums Seckau, In: Der Aufmerksame
- 1859: Die ältesten Pfarren der Steiermark, In: Der Aufmerksame
- 1859: Kurzgefaßte Geschichte des Benediktinerstiftes Admont (2. Auflage, 1860)
- 1862: Abt Engelbert von Admont, In: Mittheilungen des Historischen Vereines für Steiermark
- 1868: Abt Heinrich II. von Admont und seine Zeit.
- 1872: Das Admontthal. Eine geographische Skizze, In: Programm des landschaftlichen Realgymnasiums Leoben
- 1874: Die Gründung der Benediktinerabtei Admont vor 800 Jahren[28][29]